# Caudron G.4
Le Caudron G.4 est un avion militaire de la Première Guerre mondiale, premier bimoteur militaire au monde à entrer en service. Au cours de sa carrière, plusieurs records et exploits seront accomplis à ses commandes.

## Histoire

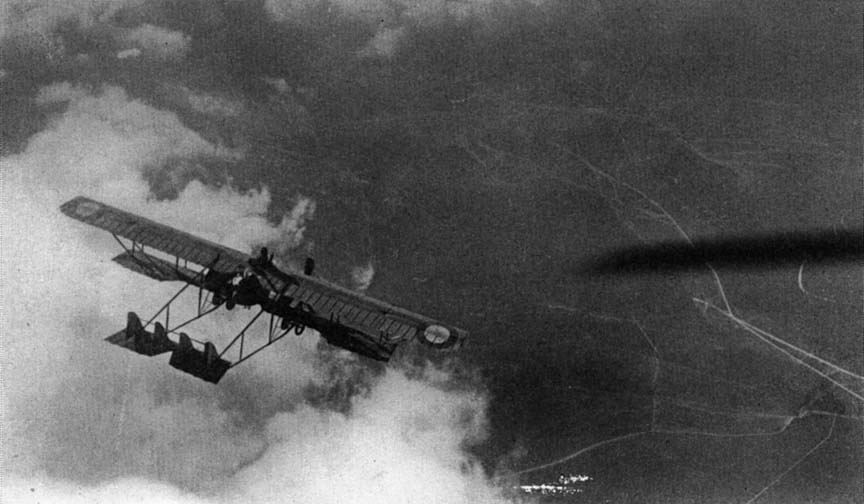
Caudron G4 en mission d'observation à haute altitude

Dès la fin 1914, les insuffisances du Caudron G.3, sous-motorisé et faiblement armé, ont nécessité la conception d'un nouvel avion par les frères Caudron. C'est ainsi que naquit en 1915 le Caudron G4, bien plus imposant que son prédécesseur.
Le G4 fut construit à près de 1 400 exemplaires, principalement en France, mais aussi en Angleterre et en Italie. Il s'illustra à de nombreuses reprises pendant toute la durée du premier conflit mondial, principalement lors de mission de reconnaissance, mais aussi de bombardement et d’entraînement.
Le Caudron G4 permit également à de nombreux équipages d'abattre des appareils étrangers. Ce fut sur cet appareil que René Fonck a remporté ses premières victoires homologuées, notamment en forçant un avion de reconnaissance Rumpler C.I allemand à atterrir derrière les lignes alliées le 6 août 1916 à 10 h 30.

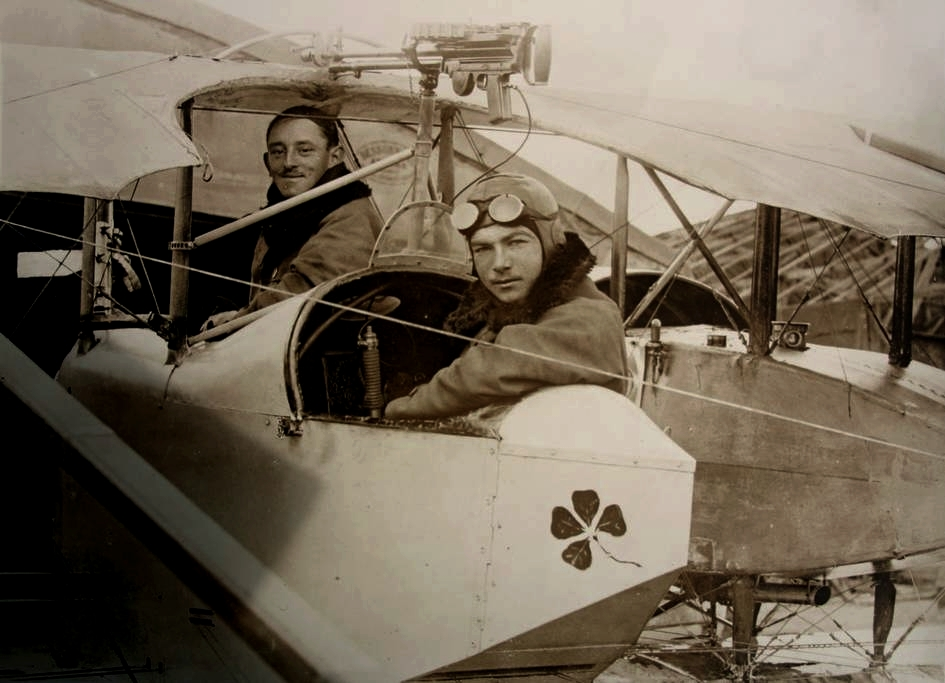
René Fonck à bord de son Caudron G4

De nombreux as de la Première Guerre mondiale s'illustrèrent également en combat aérien à bord de Caudron G4: les français René Pierre Marie Dorme, Jean Chaput, Marcel Viallet, André Martenot de Cordoux, René Pélissier, Joseph Vuillemin, René Doumer, André Jean Delorme, Didier Le Cour Grandmaison mais également l'as russe Victor Féodoroff, auteur de trois victoires à bord d'un G4.
Les Caudron G4 furent également utilisés durant le premier conflit mondial par le Royaume-Uni, l'Italie, la Russie, le Portugal, les Pays-Bas et à moindre échelle par le Japon, le Brésil, les États-Unis, la Colombie, le Salvador, la Finlande, l'Arabie Saoudite[réf. nécessaire] et le Venezuela.

## Description
La structure primaire du Caudron G.4 est réalisée en pin et en frêne.
Chaque nacelle moteur reçoit un réservoir d'essence de 150 litres et un réservoir d'huile, sans possibilité de transfert de l'une vers l'autre.
La majorité des Caudron G.4 fut équipée de deux moteurs rotatifs Le Rhône de 80 cv, même si d'autres moteurs rotatifs ont pu être montés sur certains exemplaires (Clerget, Gnome). Les exemplaires destinés au Royaume-Uni étaient quant à eux équipés de moteurs fixes de type Anzani 10 de 100 cv.
Les versions équipées de moteurs Le Rhône disposaient de moteurs tournant dans le même sens, alors que certains exemplaires équipés de moteur Anzani étaient équipés de moteurs tournant en sens opposé pour annuler le couple.
Le G.4 n'était pas équipé d'aileron et le contrôle en roulis était effectué par gauchissement des ailes.
Malgré cela, les qualités de vols furent souvent décrites comme très bonnes pour l'époque. André Martenot de Cordoux déclara : « Ses qualités de vols permettait toutes les fantaisies : looping, renversement... Je suis devenu le meilleur pilote de voltige de mon escadrille. ».
L'armement et l'équipement des Caudron G.4 fut si varié qu'aucun standard ne peut être établi. Les configurations les plus diverses sont visibles sur les photographies d'époque : absence d'armement, mitrailleuses Lewis, Hotchkiss, Colt, Browning, Vickers, simple ou jumelées, etc.
Enfin, le Caudron G.4, premier bimoteur pratique largement produit et utilisé, était capable de poursuivre le vol sur un seul moteur, caractéristique rare sur les premiers bimoteurs construits jusque dans les années 1930.

## Versions
Le Caudron G4 fut décliné en plusieurs versions. Cependant, les différences entre celles-ci furent minimes et il est difficile d'identifier une version par rapport à l'autre. La seule différence notable entre les différentes versions réside dans l'équipement ou non d'un "trou" dans l'aile supérieure permettant à l'observateur de se tenir debout sur son siège.
Les versions recensées sont les suivantes :
- A2 : Reconnaissance, équipée d'un poste radiophonique,
- B2 : Bombardement, pouvant transporter 100 à 120 kg de bombes,
- E2 : Entraînement, équipé de doubles commandes, facilement identifiable par deux excroissances au niveau de la pointe de la nacelle fuselage pour permettre l'installation du palonnier.
- 1B : Version blindée, équipée notamment d'une plaque d'acier derrière le siège du pilote.

## Engagements en France
L'évaluation opérationnelle du Caudron G.4 se déroule à l'été 1915 au sein de l'escadrille C.11.
Au 15 août 1915, environ 36 appareils ont été livrés à l'Aéronautique militaire. Ses qualités opérationnelles vont alors déclencher une commande massive de Caudron G.4 pour doter au total près de 40 escadrilles, soit le double d'escadrilles dotées jusqu'alors de Caudron G.3.
Le principal fait d'arme du Caudron G.4 dans les premiers mois de son utilisation fut le bombardement de la Rhénanie par une cinquantaine de Caudron G.4 en janvier 1916.
Le 22 juin 1916, en représailles aux bombardements effectués par l'ennemi sur les villes françaises, neuf Caudron G4 de l'escadrille C66, commandée par Henri de Kerillis, bombardent la ville de Karlsruhe. S'enfonçant à plus de 150 km dans les lignes ennemies, le bombardement sera le plus meurtrier de tout le conflit à l'égard des populations civiles. Il y a 257 victimes dont 120 tués. L'effet dissuasif est atteint puisque les villes françaises ne seront plus attaquées pendant plus d'une année.

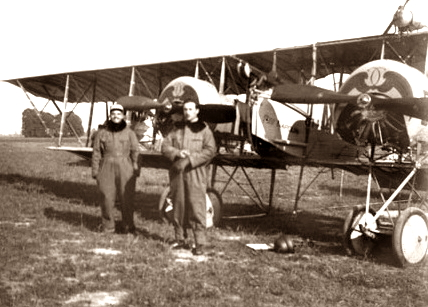
Le Caudron G.4 de François Battesti à l'escadrille C 10 en 1916.

Néanmoins, c'est dans l'activité d'observation que le Caudron G.4 sera principalement utilisé où son rôle fut majeur pendant toute l'année 1916.
Il sera utilisé largement jusqu'au milieu de l'année 1917, date à partir de laquelle il est peu à peu retiré du front. Contrairement à ses congénères (notamment les Farman), le Caudron G.4 sera plus rarement critiqué pour son obsolescence par ses utilisateurs. Sa fiabilité, son armement défensif et, surtout, sa vitesse ascensionnelle compenseront en partie une vitesse de croisière réduite.
Au 1er août 1917, 215 exemplaires sont encore disponibles, dont 139 au sein des escadrilles.

## Engagements en Italie
En Italie, 51 exemplaires ont été réalisés sous licence par AER (it).
Ils ont équipé plusieurs escadrilles italiennes (notamment les 42e, 43e, 44e, 48e, 49e et 50e Squadriglia), situées sur le front alpin et sont restés en première ligne jusqu'à la mi-1917.
La 42e Squadriglia (it) fut équipée de Caudron G4 munis de mitrailleuses dès le début de 1917 et a été dissous le 15 octobre 1917.
La 43e Squadriglia (it) commence à les recevoir en février 1917 puis est dissous le 15 octobre 1917.
La 44e Squadriglia (it) en dispose à partir de mai 1917 jusqu'à sa dissolution le 10 novembre 1917.
En particulier, la 48e Squadriglia (it) l'appréciait pour ses performances en vitesse ascensionnelle supérieure au précédent Caudron G3, qui facilitait notamment le vol en haute montagne dans la zone opérationnelle située entre Carnia et Valsugana assignée à la 48e et dont les sommets montagneux dépassaient plus de 3 000 mètres.
Les Caudron G4 italiens surprendront eux aussi les troupes ennemis dans la région d'Innsbruck après avoir traversé les Alpes

## Utilisation par les États-Unis
Un premier exemplaire a été acheté et transféré au début de l'année 1917 aux États-Unis pour évaluation. Plus tard, dix Caudron G4 supplémentaires ont été achetés et affectés au 2nd Air Instruction Centre, basé à Tours. Ils ne furent utilisés que pour des missions d’entraînement et n'ont pas connu d'activité opérationnelle.

## Les records d'altitude
En mai 1916, l'aviateur Poulet atteint 5 860 m et reprend aux Allemands le record d'altitude avec trois passagers, lesquels ont réussi à prendre place dans le fuselage étroit du Caudron G4.
Le 7 novembre 1916, l'aviateur italien Guido Guidi (it) réussit l'exploit d'atteindre l'altitude de 7 950 m, seul à bord. Ce record mondial restera invaincu pendant deux ans.

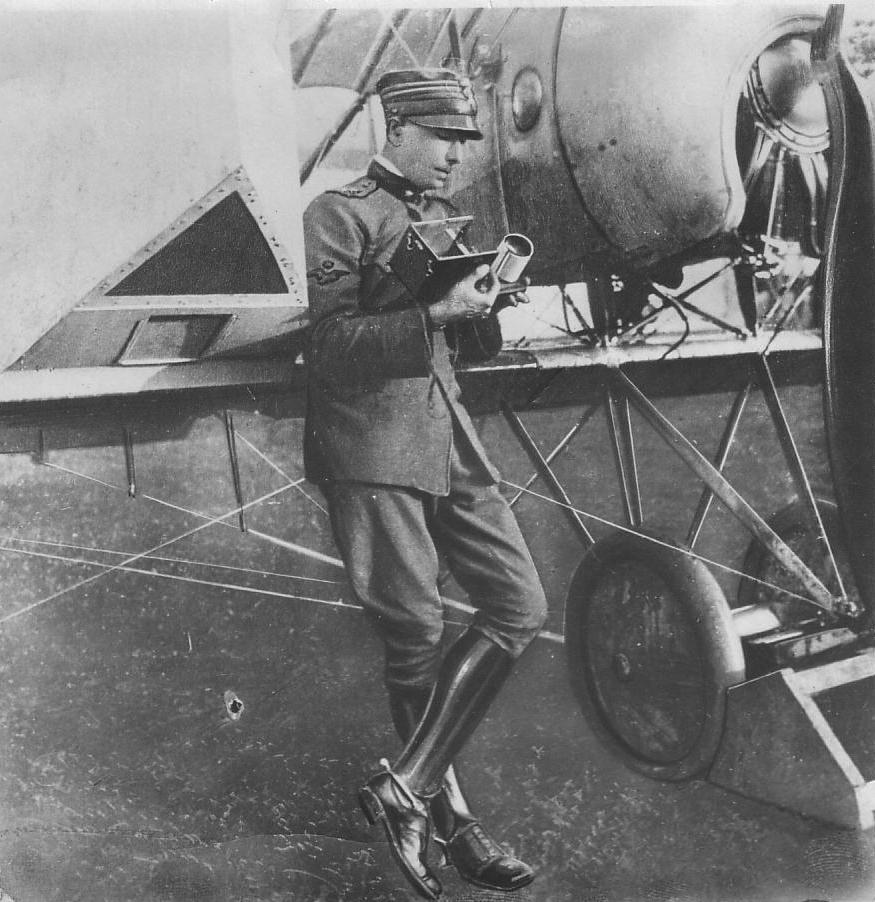
L'aviateur italien Guido Guidi titulaire du record du monde d'altitude devant son Caudron G.4.

## Le raid Paris-Melbourne
Après la guerre, c'est encore à bord d'un Caudron G.4 (C.4251) que l’aviateur Poulet tente de rejoindre Melbourne pour le plus grand voyage aérien jamais réalisé, assisté du mécanicien Benoist. D’après Poulet, c’est Jules Védrines qui en avait eu l’idée et qui devait accompagner Poulet lors de ce raid avant qu’il ne disparaisse.
Le gouvernement australien offrait un prix de 10 000 dollars australiens au premier équipage parvenant à rejoindre l'Australie depuis l'Angleterre en moins de 30 jours.
Après trois faux départs, Étienne Poulet décolla le 14 octobre 1919 vers 7 h 0, depuis Issy-les-Moulineaux en région parisienne.
Son Caudron G.4 est équipé de deux réservoirs supplémentaires entre les ailes permettant douze heures de vol, mais également d'hélices de rechange et de roues de secours. Ce Caudron G.4 lui appartient et a été remis en état par la maison Caudron. Pour plus de fiabilité, les moteurs LeRhône sont équipés d’un double allumage. Trente mètres de carte sont embarqués dans l’avion. À défaut de TSF, trop lourde, Poulet emporte des pigeons voyageurs. Poulet envisage la réalisation de ce voyage en 26 jours, à raison de huit heures de vol par jour.
Étienne Poulet, bien que confiant, connaissait pertinemment le peu de chances qu’il avait de réussir. Avant son départ, il déclarait « le mieux est, pour le moment, d’intituler mon voyage : Paris – X. Nous le désignerons autrement qu’…après ».
L’équipage est contraint de stopper sa tentative près de Rangoon en Birmanie après une avarie sur un moteur. Ils ont parcouru à ce stade 11 000 km en 150 heures de vol. Il semble par ailleurs que l’avion fut suffisamment abîmé pour que la société Caudron fasse transporter par bateau un nouvel avion pour que l’équipage puisse terminer le périple envisagé initialement.
L’équipage français sera dépassé par le Vickers Vimy immatriculé G-EAOU qui était piloté par les frères Smith.
Lors de ce périple, l’équipage transportait du courrier dont les rares plis conservés s’échangent pour plusieurs dizaines de milliers d’euros chacun lors de ventes aux enchères.

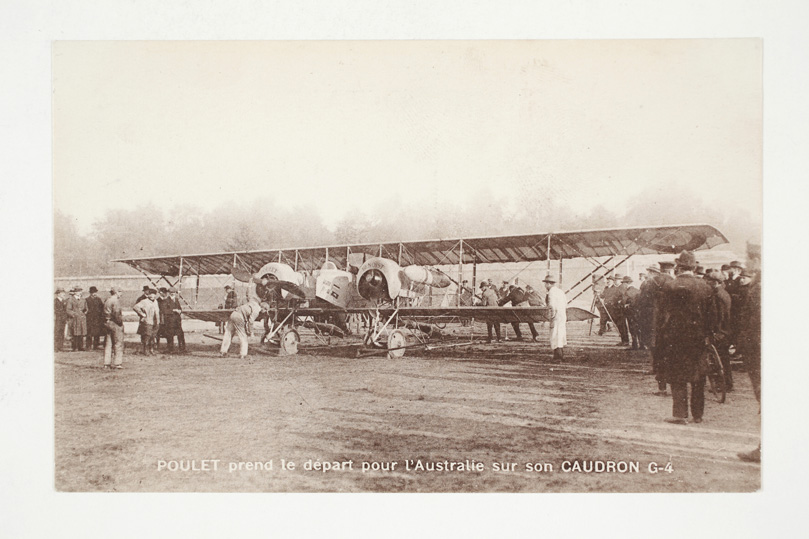
Poulet et Benoist au départ pour l'Australie

Bien que participant « hors concours » puisque décollant de la France, la tentative de l’équipage Poulet–Benoist fut toujours considérée comme une tentative valable par les Australiens. Le gouvernement australien a ainsi fait frapper une pièce d’un dollar à l’effigie du Caudron G.4 utilisé par Étienne Poulet.

## Survivants
Du fait de son utilisation au front dès la fin 1915, très peu d'exemplaires ont survécu au premier conflit mondial. Deux Caudron G.4 ont été conservés dans des musées nationaux. Le C.1720, restauré plusieurs fois, est visible au musée de l'Air et de l'Espace à Paris et le C.4263 est présenté dans son état d'origine au National Air and Space Museum à Washington.

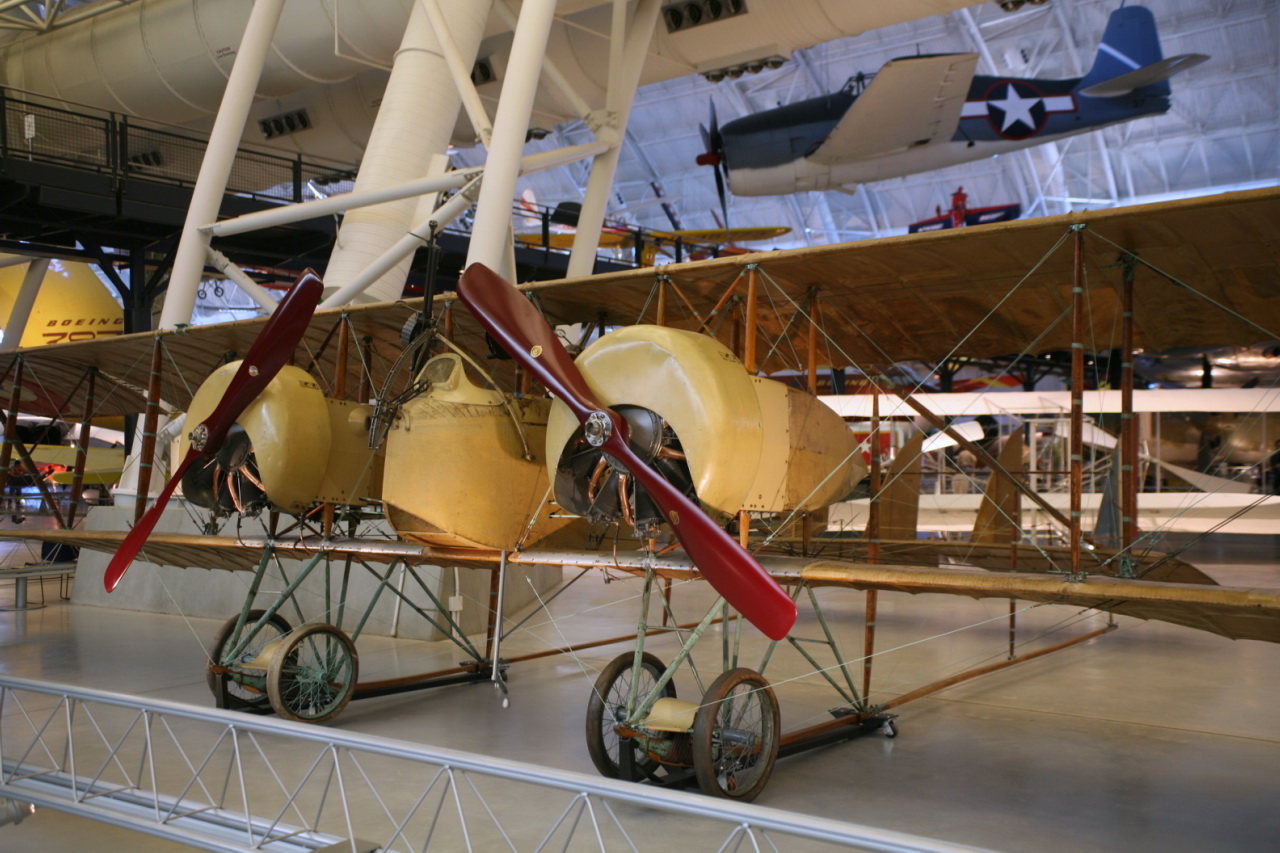
Caudron G4 C.4263 exposé au NASM.
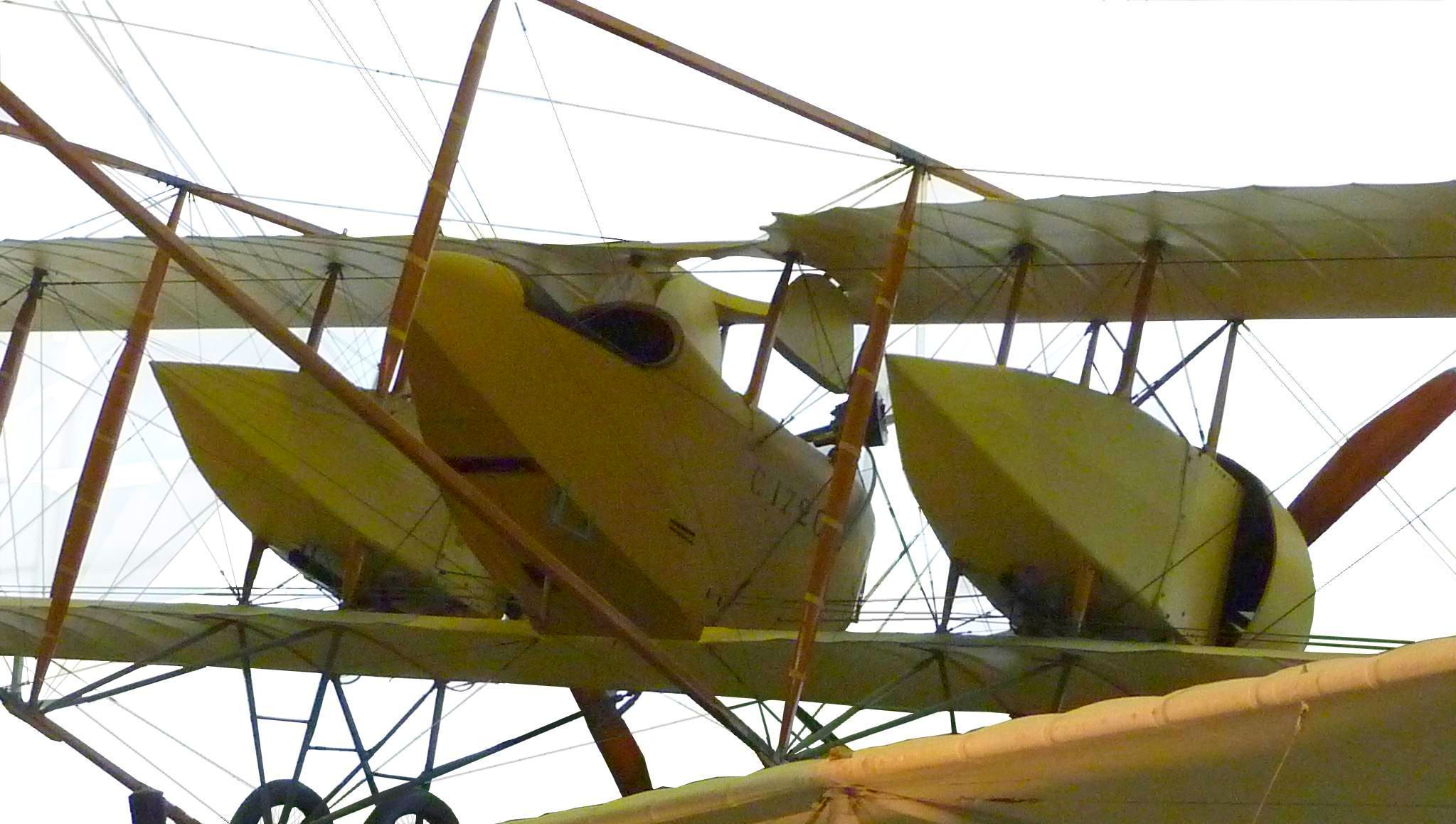
Caudron G4, 1915, musée de l'Air et de l'Espace du Bourget.

Un troisième Caudron G.4 authentique est en cours de restauration en France dans les ateliers du restaurateur d’avion Antoine Ros.

## Opérateurs

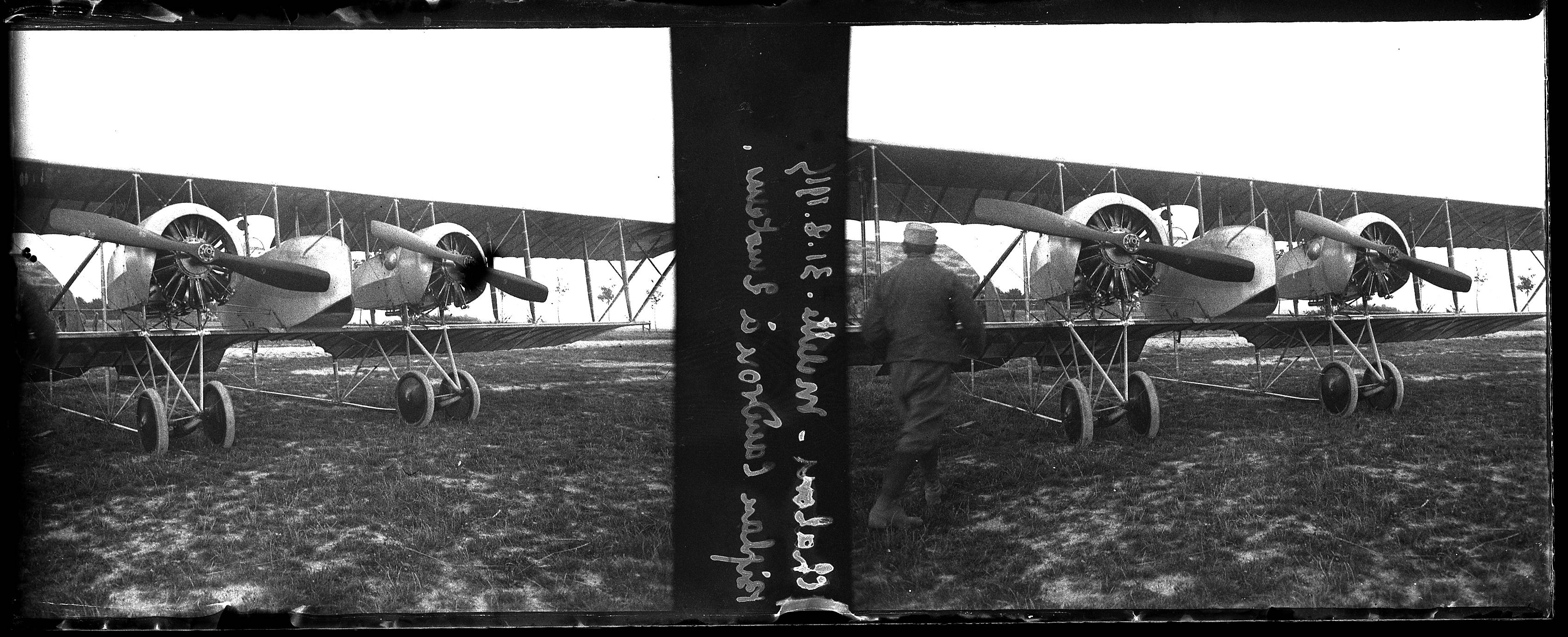
Chalons-Melette, le 31 août 1915. Biplan Caudron à deux moteurs - Fonds Berthelé.

- Arabie saoudite
- Brésil
- Colombie
- Salvador
- Finlande
- France
- Italie
- Japon
- Pays-Bas
- Portugal
- Russie
- Royaume-Uni
- États-Unis
- Venezuela